# Маріо Тронті
Маріо Тронті (італ. Mario Tronti; 24 липня 1931, Рим — 7 серпня 2023, Ферентілло) — італійський філософ-марксист і політик, член спочатку Італійської комуністичної партії, пізніше — Демократичної лівої партії і Демократичної партії, депутат парляменту (1992—1994) і сенатор (2013—2023), теоретик «операїзму».

## Життєпис
Будучи членом комуністичної партії, 1961 року разом з профспілковим активістом і теоретиком Раньєро Панцьєрі заснував журнал «Quaderni Rossi» (Червоні зошити). 1963 року вийшов зі складу редакції та почав видавати власний журнал «Classe operaia» (Робітнича кляса), що став головним теоретичним органом майбутніх діячів «операїзму» (або «робітнизму»). У 1970-х викладав у Сієнському університеті. З 1992 по 1994 був депутатом за списком Демократичної лівої партії. З 2004 — президент Центру реформи держави. З 2013 — сенатор за списком Демократичної партії.

## Ідейна спадщина
На сторінках журналу «Classe operaia», що його головним редактором був Тронті, критично аналізували традиційні форми організації робітничого руху (партію і профспілку) та виступали за безпосередній зв'язок з клясою та боротьбою в стінах заводів і фабрик. Практична боротьба та її теоретичне осмислення мали зв'язуватися між собою без посередництва формальних організацій. Це означало ідеологічний розрив з компартією, хоча формально з її лав Тронті ніколи не виходив.
Написана під впливом Ґальвано Делля Вольпе та його варіянту «сційєнтичного марксизму», книжка Тронті «Робітники та капітал» (1966) мала величезний вплив на робітничий і студентський рух 1960-70-х так в Італії, як і за її межами.
Послаблення у робітничому русі стихійного елєменту наприкінці 1960-х — початку 1970-х змусили Тронті переглянути свої погляди: відтепер в царині практичної політики він віддаватиме перевагу реформам, а в царині теорії намагатиметься поєднати в новій синтезі погляди Карла Маркса та Карла Шмітта. У цей період він видає журнал «Laboratorio politico» (Політична лябораторія). Тексти 1990-2000-х просякнуті песимізмом щодо сучасної політики та критикою демократії.

## Твори
- Робітники та капітал (Operai e capitale, 1966)
- Щодо автономії політичного (Sull'autonomia del politico, 1977)
- Час політики (Il tempo della politica, 1980)

### Твори Тронті
- Mario Tronti, Operai e capitale, Einaudi, Torino 1966.(італ.)
- Mario Tronti, Sull'autonomia del politico, Feltrinelli, Milano 1977, 87 p.(італ.)
- Alessandro Piazzi, Mauro Segatori e Mario Tronti, Stato e rivoluzione in Inghilterra: teoria e pratica della prima rivoluzione inglese, Il saggiatore, 1977, 329 p.(італ.)
- Mario Tronti, Il tempo della politica, Riuniti, Roma 1980, 122 p.(італ.)
- Mario Tronti, Operai e capitale, DeriveApprodi, Roma 2006, 320 p.(італ.)
- Mario Tronti, Noi operaisti, DeriveApprodi, Roma 2009, 132 p.(італ.)
- Mario Tronti, «Towards a Critique of Political Democracy», in Cosmos and History: The Journal of Natural and Social Philosophy, Vol 5, No 1 (2009).(англ.)
- Mario Tronti, Dello spirito libero. Frammenti di vita e di pensiero, Il Saggiatore, Milano 2015, 316 p.(італ.)

### Про нього
- C. Basso, C. Gozzini e D. Sguazzino, Bibliografia delle opere e degli scritti di Mario Tronti, Dipartimento di Filosofia-Università degli Studi di Siena, Sienne 2001.(італ.)
- Michele Filippini, Leaping Forward: Mario Tronti and the History of Political Workerism, Jan Van Eyck Academie, 2012, 48 pp.(англ.)
- Francesco Matarrese, Greenberg and Tronti Being Really Outside?, Hatje Cantz Verlag, 2012, 48 pp.(англ.)